# (142408) Trebur
(142408) Trebur est un astéroïde de la ceinture principale.

## Description
(142408) Trebur est un astéroïde de la ceinture principale. Il fut découvert le 30 septembre 2002 à Trebur par Mike Kretlow. Il présente une orbite caractérisée par un demi-grand axe de 2,47 UA, une excentricité de 0,10 et une inclinaison de 6,5° par rapport à l'écliptique.

## Compléments